# Eriolarynx
Genre
Eriolarynx est un genre de plantes de la famille des Solanaceae.

## Liste d'espèces
Selon NCBI (16 avr. 2012) :
- Eriolarynx fasciculata
- Eriolarynx lorentzii